# ハラメ・モタッハル駅
ハラメ・モタッハル駅（ハラメモタッハルえき、ペルシア語: ایستگاه متروی حرم مطهر）は、イラン・テヘランにあるテヘラン・メトロ1号線の駅である。

## 歴史
- 2003年: 1号線レイ市駅 - 当駅間の延伸に伴い開業。始終着駅。
- 2011年7月21日: 1号線当駅 - キャフリーザク駅間の延伸に伴い、途中駅となる。

## 駅周辺
- ベヘシュテ・ザフラー共同墓地
  - ホメイニー廟

## 隣の駅
テヘラン・メトロ
1号線
シャーヘド駅 - ハラメ・モタッハル駅 - キャフリーザク駅